# Petr Hanousek
Petr Hanousek (* 5. dubna 1956 Frýdek-Místek) je český klavírista, hudební skladatel, pedagog, organizátor kulturních akcí a spisovatel.

## Život
Hanousek se narodil ve Frýdku-Místku v roce 1956 v rodině hudebního skladatele a sbormistra Pavla Hanouska. Vystudoval Konzervatoř v Ostravě u Danuše Myškové a následně v roce 1982 hru na klavír na Janáčkově akademii múzických umění v Brně u Jiřího Doležela. Po studiu na vysoké škole učil na Lidové škole umění ve Vítkově hru na klavír, později na ZUŠ v Opavě, krátce působil jako inspektor České školní inspekce. 
Od roku 1996 do roku 2019 působil na Základní umělecké škole Vladislava Vančury v Háji ve Slezsku, kde se v roce 2006 stal ředitelem. Souběžně rovněž vyučoval klavírní improvizaci na JAMU v Brně. Pravidelně působil jako lektor letních klavírních kurzů Audaces fortuna iuvat v Mikulově. V roce 2022 obdržel cenu Petra Bezruče za mimořádný celoživotní přínos.

## Organizátor kulturních akcí
Mezi nejvýznamnější akce spolupořádané Petrem Hanouskem patří Beethovenův Hradec, renomovaná mezinárodní interpretační soutěž, která se koná na zámku Hradec nad Moravicí. Od roku 1996 pořádal také celostátní soutěž mladých skladatelů, ve spolupráci se současnými českými hudebními skladateli (Markéta Dvořáková, Vít Zouhar, Peter Graham). Podílel se na vzniku celé řady regionálních akcí na Opavsku, jako je nesoutěžní přehlídka Máme rádi baroko na Církevní konzervatoři v Opavě, soutěžní přehlídka žáků ZUŠ Múzy Ilji Hurníka, opavské setkání mladých klavíristů s názvem Magický klavír a další. Dramaturgicky se podílí na hudební části multižánrového festivalu Bezručova Opava.

## Spisovatel a hudební skladatel
Hanousek je autorem řady publikací, mezi které patří Toulky Opavou za hudební klasikou, Za tajemstvím tónů a Cesta za uměním současné Opavy. Průběžně přispíval do časopisu Talent. Jako hudební skladatel se věnuje především mladým interpretům (Tři skladbičky pro smyčcový soubor, Tři písně pro dětský sbor, klavírní cykly Příběhy vertikál a Ozvěny času).